# Armaan Ebrahim
Armaan Ebrahim (ur. 17 maja 1989 w Ćennaju) – indyjski kierowca wyścigowy.

## Kariera
Ebrahim rozpoczął karierę w wyścigach samochodowych w 2005 roku, od startów w Azjatyckiej Formule BMW. Zwyciężył tam w jednym z wyścigów oraz czterokrotnie stawał na podium. Dorobek 129 punktów dał mu piątą pozycję w klasyfikacji generalnej. W latach 2005–2007 reprezentował swój kraj w A1 Grand Prix. Gdy w pierwszym sezonie jego reprezentacja nie punktowała, w sezonie 2006/2007 była sklasyfikowana na 16. miejscu. W 2006 roku Hindus był 24 w Brytyjskiej Formule Renault.
Jedyny w swej karierze tytuł wicemistrzowski Armaan zdobył w 2007 roku w Azjatyckiej Formule Renault V6, gdzie wygrał pięć wyścigów. Rok później dołączył do stawki Azjatyckiej Serii GP2, gdzie jednak nigdy nie punktował. W latach 2009–2011 Hindus startował w Mistrzostwach Formuły 2. Tu tylko raz stawał na podium - w sezonie 2010. I właśnie w 2010 roku był dziesiąty w klasyfikacji kierowców. W pozostałych sezonach zajął odpowiednio 17 i 15. miejsce. W 2012 roku Ebrahim pojawił się na starcie Firestone Indy Lights. Uzbierane 97 punktów dało mu 13 pozycję w klasyfikacji generalnej.

## Statystyki
| Sezon   | Seria                        | Zespół                       | Wyścigi | Zwycięstwa | PP | NO | Podium | Punkty | Pozycja |
| ------- | ---------------------------- | ---------------------------- | ------- | ---------- | -- | -- | ------ | ------ | ------- |
| 2005    | Azjatycka Formuła BMW        | Team E-Rain                  | 14      | 1          | 1  | 1  | 4      | 129    | 5       |
| 2005    | Światowy Finał Formuły BMW   | Team E-Rain                  | 1       | 0          | 0  | 0  | 0      | N/A    | 23      |
| 2005-06 | A1 Grand Prix                | A1 Team India                | 11      | 0          | 0  | 0  | 0      | 0      | 23      |
| 2006    | Brytyjska Formuła Renault    | Position 1 Racing            | 19      | 0          | 0  | 0  | 0      | 54     | 24      |
| 2006-07 | A1 Grand Prix                | A1 Team India                | 10      | 0          | 0  | 0  | 0      | 13     | 16th    |
| 2007    | Azjatycka Formuła Renault V6 | Team TARADTM                 | 12      | 5          | 0  | 2  | 8      | 116    | 2       |
| 2008    | Azjatycka Formuła V6         | Black Tara                   | 6       | 2          | 0  | 4  | 1      | 59     | 7       |
| 2008    | Azjatycka Seria GP2          | David Price Racing           | 10      | 0          | 0  | 0  | 0      | 0      | 26      |
| 2009    | Formuła 2                    | MotorSport Vision            | 15      | 0          | 0  | 0  | 0      | 7      | 17      |
| 2009    | ATS Formel 3 Cup             | van Amersfoort Racing        | 2       | 0          | 0  | 0  | 0      | 0      | NS†     |
| 2010    | Formuła 2                    | MotorSport Vision            | 18      | 0          | 0  | 0  | 1      | 78     | 10      |
| 2011    | Formuła 2                    | MotorSport Vision            | 12      | 0          | 0  | 0  | 0      | 16     | 15      |
| 2012    | Firestone Indy Lights        | Fan Force United             | 5       | 0          | 0  | 0  | 0      | 97     | 13      |
| 2012    | FIA GT1 World Championship   | SUNRED                       | 2       | 0          | 0  | 0  | 0      | 2      | 21      |
| 2013    | FIA GT Series - Pro-Am       | BMW Sports Trophy Team India | 6       | 0          | 0  | 0  | 3      | 28     | 15      |

## Wyniki w Azjatyckiej Serii GP2
| Legenda oznaczeń w tabelach wyników Wyświetl szablon na nowej stronie | Legenda oznaczeń w tabelach wyników Wyświetl szablon na nowej stronie                                                                     |
| Oznaczenie                                                            | Wyjaśnienie |
| --------------------------------------------------------------------- | --- |
| Złoty                                                                 | Zwycięzca lub mistrzostwo |
| Srebrny                                                               | 2. miejsce lub wicemistrzostwo |
| Brązowy                                                               | 3. miejsce lub II wicemistrzostwo |
| Zielony                                                               | Ukończył, punktował (w klasyfikacji generalnej, gdy zdobył co najmniej jeden punkt na przestrzeni sezonu, poza trzema powyższymi opcjami) |
| Niebieski                                                             | Ukończył, nie punktował (w klasyfikacji generalnej, gdy nie zdobył co najmniej jednego punktu na przestrzeni sezonu)                      |
| Czerwony                                                              | Nie zakwalifikował się (NZ) |
| Czerwony                                                              | Nie prekwalifikował się (NPK) |
| Różowy                                                                | Nie ukończył (NU) |
| Różowy                                                                | Niesklasyfikowany (NS) (w klasyfikacji generalnej, gdy nie został sklasyfikowany w żadnym wyścigu sezonu)                                 |
| Czarny                                                                | Zdyskwalifikowany (DK) |
| Czarny                                                                | Wykluczony (WYK/EX) |
| Biały                                                                 | Nie wystartował (NW) |
| Biały                                                                 | Kontuzjowany (K/INJ) |
| Biały                                                                 | Wyścig odwołany (OD/C) |
| Bez koloru                                                            | Został wycofany (WYC/WD) |
| Bez koloru                                                            | Nie przybył (NP/DNA) |
| Bez koloru                                                            | Nie brał udziału w treningach (NT/DNP) |
| Bez koloru                                                            | Nie został zgłoszony (–) |
| Pogrubienie                                                           | Start z pole position |
| Kursywa                                                               | Najszybsze okrążenie wyścigu |
| †                                                                     | Nie ukończył, ale jego rezultat został zaliczony ze względu na przejechanie więcej niż 90% dystansu wyścigu.                              |
| *                                                                     | Sezon w trakcie |
| 1/2/3                                                                 | Punktowana pozycja w sprincie kwalifikacyjnym                                                                                             |
| Lista systemów punktacji Formuły 1                                    | |

| Rok  | Zespół             | Wyniki w poszczególnych eliminacjach | Wyniki w poszczególnych eliminacjach | Wyniki w poszczególnych eliminacjach | Wyniki w poszczególnych eliminacjach | Wyniki w poszczególnych eliminacjach | Wyniki w poszczególnych eliminacjach | Wyniki w poszczególnych eliminacjach | Wyniki w poszczególnych eliminacjach | Wyniki w poszczególnych eliminacjach | Wyniki w poszczególnych eliminacjach | Punkty | Pozycja |
| ---- | ------------------ | ------------------------------------ | ------------------------------------ | ------------------------------------ | ------------------------------------ | ------------------------------------ | ------------------------------------ | ------------------------------------ | ------------------------------------ | ------------------------------------ | ------------------------------------ | ------ | ------- |
| 2008 | David Price Racing | ARE                                  | ARE                                  | IDN                                  | IDN                                  | MAL                                  | MAL                                  | BHR                                  | BHR                                  | ARE                                  | ARE                                  | 0      | 26      |
| 2008 | David Price Racing | 21                                   | NU                                   | NU                                   | 9                                    | NU                                   | 19                                   | 13                                   | 16                                   | 19                                   | NU                                   | 0      | 26      |